# Liste der Torschützenkönige der 1. liga
Dies ist die Liste der Torschützenkönige der 1. liga, der höchsten Fußballliga der Slowakei.

## 1939–1944
| Jahr | Spieler        | Verein               | Tore |
| ---- | -------------- | -------------------- | ---- |
| 1939 | Rudolf Beniač  | ŠK Žilina            | 13   |
| 1940 | Tomáš Porubský | ŠK Bratislava        | 27   |
| 1941 | Ján Arpáš      | ŠK Bratislava        | 19   |
| 1942 | Ján Arpáš      | ŠK Bratislava        | 19   |
| 1943 | Ján Droják     | AC Považská Bystrica | 31   |
| 1944 | Ján Arpáš      | ŠK Bratislava        | 28   |

## Seit 1994
| Jah r! !Spieler | Verein                            | Tore                                          |    |
| --------------- | --------------------------------- | --------------------------------------------- | -- |
| 1994            | Pavol Diňa                        | DAC 1904 Dunajská Streda                      | 19 |
| 1995            | Róbert Semeník                    | Dukla Banská Bystrica                         | 18 |
| 1996            | Róbert Semeník                    | FC Košice                                     | 29 |
| 1997            | Jozef Kožlej                      | FC Košice                                     | 22 |
| 1998            | Ľubomír Luhový                    | Spartak Trnava                                | 17 |
| 1999            | Martin Fabuš                      | Dukla Trenčín                                 | 19 |
| 2000            | Szilárd Németh                    | Inter Bratislava                              | 16 |
| 2001            | Szilárd Németh                    | Inter Bratislava                              | 23 |
| 2002            | Marek Mintál                      | MŠK Žilina                                    | 21 |
| 2003            | Marek Mintál Martin Fabuš         | MŠK Žilina Laugaricio Trenčín, MŠK Žilina     | 20 |
| 2004            | Roland Števko                     | MFK Ružomberok                                | 17 |
| 2005            | Filip Šebo                        | Artmedia Petržalka                            | 22 |
| 2006            | Róbert Rák Erik Jendrišek         | FC Nitra MFK Ružomberok                       | 21 |
| 2007            | Tomáš Oravec                      | Artmedia Petržalka                            | 16 |
| 2008            | Ján Novák                         | MFK Košice                                    | 17 |
| 2009            | Pavol Masaryk                     | ŠK Slovan Bratislava                          | 15 |
| 2010            | Róbert Rák                        | FC Nitra                                      | 18 |
| 2011            | Filip Šebo                        | ŠK Slovan Bratislava                          | 22 |
| 2012            | Pavol Masaryk                     | MFK Ružomberok                                | 18 |
| 2013            | David Depetris                    | FK AS Trenčín                                 | 16 |
| 2014            | Tomáš Malec                       | FK AS Trenčín                                 | 14 |
| 2015            | Matej Jelić Jan Kalabiška         | MŠK Žilina FK Senica                          | 19 |
| 2016            | Gino van Kessel                   | FK AS Trenčín                                 | 17 |
| 2017            | Filip Hlohovský Seydouba Soumah   | MŠK Žilina ŠK Slovan Bratislava               | 20 |
| 2018            | Samuel Mráz                       | MŠK Žilina                                    | 19 |
| 2019            | Andraž Šporar                     | ŠK Slovan Bratislava                          | 29 |
| 2020            | Andraž Šporar                     | ŠK Slovan Bratislava                          | 12 |
| 2021            | Dawid Kurminowski                 | MŠK Žilina                                    | 19 |
| 2022            | Jakub Kadák                       | FK AS Trenčín                                 | 13 |
| 2023            | Nikola Krstović                   | DAC Dunajská Streda                           | 18 |
| 2024            | Tigran Barseghyan Róbert Polievka | ŠK Slovan Bratislava FK Dukla Banská Bystrica | 13 |